# ممرا
ممرا (/ˈmæmri/؛ العبرية: מַמְרֵא)، الاسم الكامل "بلوط ممرا"، يشير إلى موقع ديني قديم ركز في الأصل على شجرة مقدسة واحدة تنمو "منذ زمن سحيق" في الخليل في كنعان. في موقعها الأول، خربة نمرة، كانت عبادة شجرة وثنية سبقت الرواية التوراتية. وهي معروفة بشكل أفضل من القصة التوراتية لإبراهيم والزائرين الثلاثة. الشجرة التي نصب تحتها خيمته تعرف باسم شجرة البلوط أو شجرة البلوط ممرا. وقد حدد علماء العصر الحديث ثلاثة مواقع بالقرب من الخليل، والتي عرفت في فترات تاريخية مختلفة باسم ممرا على التوالي: خربة نمرة (موقع قليل التنقيب من العصر الفارسي والهلنستي)، ورامات الخليل (الموقع الأكثر شهرة، ازدهر من العصر الهيرودي إلى العصر البيزنطي)، وخربة السبط. وكان الأخير يحتوي على شجرة بلوط قديمة تم التعرف عليها من خلال تقليد جديد نسبيًا باسم شجرة بلوط ممري، والتي انهارت في عام 2019، وهي موجودة على أراضي دير أرثوذكسي روسي.
المؤرخ اليهودي الروماني يوسيفوس، وكذلك المصادر المسيحية واليهودية من العصر البيزنطي، يحدد موقع ممرا في الموقع الذي تمت تسميته لاحقًا باللغة العربية باسم رامات الخليل، 4 كم إلى الشمال من مدينة الخليل التاريخية وعلى بعد حوالي منتصف الطريق بين تلك المدينة وحلحول. ويبدو أن هيرودس الكبير هو الذي بدأ في ربط الموقع بممرا بين اليهود، وذلك من خلال تشييد سور ضخم هناك. كان واحدًا من أهم ثلاثة " معارض " أو أسواق في يهودا، حيث كان يُقام المعرض بجوار الشجرة المبجلة، مصحوبًا بمهرجان مشترك بين الطوائف ينضم إليه في الوقت المناسب اليهود والوثنيون والمسيحيون. وهذا دفع الإمبراطور قسطنطين الكبير إلى محاولة فاشلة لوقف هذه الممارسة من خلال بناء كنيسة مسيحية هناك.

## الكتاب المقدس العبري

### الأسماء والأحداث
ممرا هو المكان الذي نصب فيه إبراهيم خيام معسكره، وبنى مذبحًا (Genesis 13:18)، وأُحضرت إليه البشارة الإلهية، في هيئة ثلاثة ملائكة، بحمل سارة (Genesis 18:1-15).
جاء في سفر التكوين 13: 18 أن إبراهيم استقر عند "أشجار ممرا العظيمة". يبدو أن التقليد العبري الأصلي، بناءً على اختلاف نصي محفوظ في الترجمة السبعينية، كان يشير إلى شجرة بلوط كبيرة واحدة، أطلق عليها يوسيفوس اسم أوجيجيس. ربما كان ممرا أموريًا، وهو زعيم قبلي سُميت بستان من الأشجار باسمه. وقد ربطها سفر التكوين بمدينة الخليل أو بمكان قريب من تلك المدينة. وقد ارتبط ممرا في كثير من الأحيان بمغارة الآباء. وفقًا لأحد العلماء، هناك ارتباك كبير في السرد التوراتي ليس فقط فيما يتعلق بممرا، بل أيضًا بالمكفيلة، والحبرون، وكريات أربع، وكلها أربع مدن مترابطة بشكل متكرر. في سفر التكوين، تم تحديد ممرا أيضًا بالخليل نفسها (Genesis 23:19, 25:27). يعود التقليد المسيحي لتحديد موقع مدمر محاط بالأسوار ويسمى بالعربية رامت الخليل ('تل الصديق'، بمعنى: "صديق الله"، أي إبراهيم)، مع ممرا العهد القديم، إلى أوائل الحجاج المسيحيين في القرن الرابع الميلادي، ويرتبط بتقليد من زمن هيرودس (القرن الأول قبل الميلاد).
في مكان آخر (Genesis 14:13)   يطلق عليه اسم "بلوطات ممرا الأموري"،   ممرا هو اسم أحد زعماء الأموريين الثلاثة الذين انضموا إلى قوات إبراهيم في مطاردة كدرلعومر لإنقاذ لوط (تكوين 14: 13، 24).
غالبًا ما يتم تفسير التناقض المفترض على أنه يعكس التنافر بين التقاليد الكتابية المختلفة وراء تأليف أسفار موسى الخمسة، حيث تتعلق الأولى باليهودية، والثانية بالترجمة الإلوهية، وفقًا للصياغة الكلاسيكية لفرضية الوثائق.

## تعريف
ويبدو أن هناك ثلاثة مواقع رئيسية كانت معروفة، في أوقات مختلفة من التاريخ، باسم ممرا. وهذه هي، حسب الترتيب الزمني:
1. خربة نمرة، موقع أثري يقع بجوار مدينة الخليل وعلى بعد 2،5 كيلومترًا من مدينة الخليل. كم شمال رامات الخليل، والتي تم تحديدها على أنها ممرا من العصر الفارسي والهلنستي.
2. رامات الخليل، وتكتب أيضًا رامات الخليل، هو الموقع الذي تم تحديده باسم ممرا في عهد الملك هيرودس (القرن الأول قبل الميلاد)، وقسطنطين الكبير (القرن الرابع الميلادي)، ومملكة القدس الصليبية (القرنين الثاني عشر والثالث عشر الميلاديين)، وهو ما يتنازع عليه البعض بشدة. تشير المصادر التلمودية إلى الموقع باسم بيت إيلانيم أو بوتناه. وأصبحت آثار البناء الهيرودي والقسطنطيني تعرف أيضًا باللغة العربية باسم بيت الخليل، أي " بيت إبراهيم ".
3. خربة السبت (أو عين السبت)، الموقع الحالي لما يسمى بشجرة بلوط ممرا، 2 كم جنوب غرب رامات الخليل، يعتبر منذ القرن التاسع عشر من قبل المسيحيين المكان الذي رأى فيه إبراهيم الملائكة. يوجد في هذا الموقع دير أرثوذكسي روسي حديث.

## التاريخ والآثار

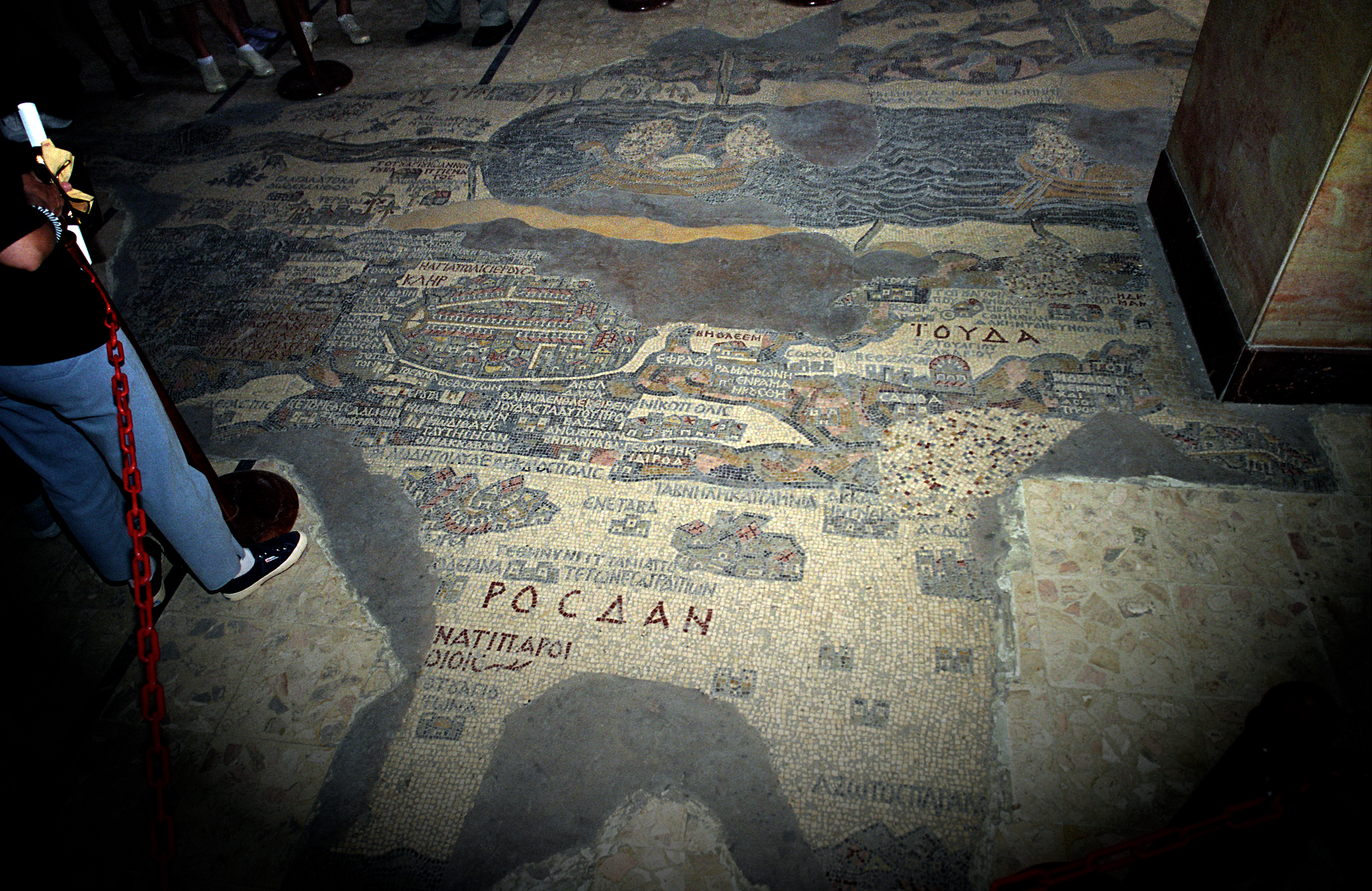
خريطة ممرا في مادبا

### خربة نمرة: ممرا فارسية وهلينستية
وبحسب جيريك وآخرين، فإن ممرا الفارسية والهلنستية كانت تقع في خربة نمرة، 1 كم إلى الشمال من الخليل الحديثة، حيث يُفترض أن عبادة الشجرة الوثنية تعود إلى ما قبل الرواية التوراتية عن إبراهيم.

### رمات الخليل

#### البحث والتحليل
تم التنقيب لأول مرة في موقع رامات الخليل الأثري (رقم الشبكة المرجعي 160300/107200) بواسطة Andreas Evaristus Mader [الإنجليزية] في عامي 1926-1928، يليه سيف الدين حداد (1977)، وعبد العزيز أرجوب (1984-1985)، ويتسحاق ماجن (1986-1988)، ونشر ماجن نتائجه في عامي 1991 و2003. يلخص جرينبيرج وكينان تقارير الحفر السابقة، ويسردان المكونات البارزة للموقع على أنها عبارة عن حاوية كبيرة من العصر الروماني، وكنيسة بيزنطية، وكنيسة صليبية. ومع ذلك، يؤدي تحليل دينيس برينجل للمصادر التاريخية والأثرية إلى استنتاج قاطع مفاده أن كنيسة الثالوث التي تعود إلى العصر الصليبي، والتي ذكرها الحجاج في العصور الوسطى، كانت تقع عند سفح التل، وليس على قمته، وبالتأكيد ليس في رام الخليل، حيث تم العثور على بقايا كنيسة قسطنطين دون أن يمسها أي مبنى لاحق في عام 1926. يقوم جرينبيرج وكينان بإدراج الفترات الرئيسية للاستيطان على النحو التالي: العصر الروماني المبكر، والعصر الروماني المتأخر، والبيزنطي، والصليبي، مع اكتشافات أقل أهمية من العصر الحديدي الثاني ج والفترة الهلنستية. ومع ذلك، يزعم إسحاق ماجن، آخر من قام بالتنقيب في الموقع، أن النتائج التي كانت تُنسب سابقًا إلى العصر التوراتي للملوك خلال العصر الحديدي، والحشمونائيم الهلنستيين، هي في الواقع من تاريخ أحدث بكثير، بيزنطي أو لاحق.

#### العصر البرونزي
قد تشير قطع الفخار التي تعود إلى العصر البرونزي المبكر والتي تم العثور عليها في موقع رامات الخليل إلى أن ضريحًا عباديًا من نوع ما كان قيد الاستخدام من 2600 إلى 2000 قبل الميلاد، ولكن لا يوجد دليل أثري على احتلال الموقع من النصف الأول من الألفية الثانية وحتى نهاية العصر الحديدي، أي، على نطاق واسع جدًا، بين عامي 2000 و600 قبل الميلاد.

#### هيرودس: السور
نقل هيرودس الكبير تقليد ممرا 2.5 كم إلى الشمال، من موقع خربة نمرة (انظر أعلاه) إلى موقع رامة الخليل. كان هذا جزءًا من ترقية هيرودس لمدينة الخليل كمركز عبادة مخصص للبطريرك إبراهيم، من خلال إقامة ضريحين: أحدهما عند قبر إبراهيم، والآخر في موقع ربطه بمكان إقامته، حيث تناول البطريرك العشاء تحت شجرة مع الرجال الثلاثة. وقد لوحظ أن الخليل وممرا كانتا تقعان في أراضي أدوم، وأن كل من اليهود والأدوميين اعتبروا إبراهيم سلفًا مشتركًا لهم، وأن هيرودس جاء من عائلة أدومية تحولت إلى اليهودية مؤخرًا فقط.
الـ 2 جدار حجري بسمك متر يحيط بمنطقة مساحتها 49 متر عرض و 65 يبلغ طوله مترًا وقد بناه هيرودس، ربما كمكان للعبادة. كان يحتوي على بئر قديم يزيد عمقه عن 5 أمتار. م بالقطر، يشار إليها باسم بئر إبراهيم.

#### يوسيفوس: شجرة البلوط
تختلف شجرة البلوط التي ذكرها يوسيفوس عن شجرة البلوط الحديثة في ممرا وتقع في موقع مختلف
يسجل يوسيفوس (37 – حوالي 100) تقليدًا مفاده أن شجرة البلوط في ممرا كانت بقدم العالم نفسه (حرب 4.534). كان الموقع مليئا بالأساطير. كان اليهود والمسيحيون والوثنيون يقدمون القرابين في هذا الموقع، ويحرقون الحيوانات، وكانت الشجرة تعتبر محصنة ضد نيران القرابين. كان قسطنطين الكبير (حكم من 302 إلى 337) لا يزال يحاول، دون جدوى، إيقاف هذا التقليد.

#### العصر الروماني المتأخر: معبد هادريان
لقد تم تدمير البناء الهيرودي على يد جيش سمعان بار كوخبا، ليتم إعادة بنائه مرة أخرى على يد الإمبراطور الروماني هادريان. أعاد هادريان إحياء المعرض، الذي كان لفترة طويلة معرضًا مهمًا لأنه كان يقام عند تقاطع يشكل مركز النقل والاتصالات في جبال يهودا الجنوبية. هذا الميركاتوس (اليونانية القديمة: πανήγυρις) أو "السوق العادلة" كانت أحد المواقع، وفقًا للتقاليد اليهودية المحفوظة في جيروم، التي اختارها هادريان لبيع بقايا جيش بار كوخبا المهزوم كعبيد. يكتب جيروم في تعليقه على سفر إرميا:
لكن بعض اليهود يربطون بهذا المكان المعنى التالي: أنه بعد أن سقطت أورشليم (القدس) في عهد فيسباسيان، تم إرسال عدد لا يُحصى من الأسرى، عبر هذا الطريق إلى غزة والإسكندرية، في طريقهم إلى روما. بينما يرى آخرون أنه في الأسر الأخير في عهد هادريان، حين دُمرت مدينة أورشليم، بيع جمع لا يُحصى من الناس من مختلف الأعمار ومن الجنسين في السوق عند شجرة البطم (التيريبنث)، ولذلك فإن هذا السوق المزدحم مبغوض عند اليهود لأنّه يزدهر رغم هذا الماضي المؤلم.

#### التقاليد الحاخامية
وبسبب الطبيعة الوثنية للطقوس في المعرض، مُنع اليهود من المشاركة من قبل حاخاماتهم. وفقًا للتلمود القدسي:
لقد حرّموا إقامة السوق فقط في حالة تلك التي كانت في بُطْنَة، كما ورد في تقليد تلمودي تنايي على نفس المنوال:

"هناك ثلاثة أسواق: سوق غزة، وسوق عكّا، وسوق بُطْنَة، وأحطّها جميعًا هو سوق بُطْنَة".

#### مهرجان أواخر العصر الروماني والكنيسة البيزنطية
يصف يوسابيوس وسوزومين كيف، على الرغم من الحظر الحاخامي، بحلول عهد قسطنطين الكبير (302-337)، أصبح السوق مهرجانًا غير رسمي بين الطوائف، بالإضافة إلى وظائفه كمعرض تجاري، يرتاده المسيحيون واليهود والوثنيون. تم تحويل المزار الطقسي إلى مزار مسيحي بعد أن زارته يوتروبيا، حمات قسطنطين، وأثارت شخصيته الوثنية استياءها. وعندما علم قسطنطين بهذه الممارسات الوثنية، حاول دون جدوى وضع حد للطقوس الاحتفالية التي تقام حول الشجرة. فكتب بغضب إلى مكاريوس أسقف القدس وجميع أساقفة فلسطين الآخرين ووبخهم وأخبرهم أنه أمر الإمبراطور أكاكوس بتدمير جميع الأصنام الوثنية ومعاقبة أولئك الذين يتمسكون بالممارسات الوثنية. ثم تم تكريس المكان، وأمر قسطنطين ببناء كنيسة مخصصة للقديس جورج (ولا تزال أساساتها ظاهرة)، وتم تسقيف مكان كنيسة بلوط ممرا.
تُظهر خطة عام 1957 وإعادة بناء الموقع التي أُجريت بعد أعمال التنقيب التي أجراها الباحث الألماني إيه. إي. مادير في الفترة من 1926 إلى 1928، كنيسة القسطنطينية على طول الجدار الشرقي لسور حرم رامة الخليل، مع بئر ومذبح وشجرة في الجزء الغربي غير المسقوف من السور.
تم تدمير الشجرة الموقرة من قبل الزوار المسيحيين الذين أخذوا معهم الهدايا التذكارية، ولم يبق منها سوى جذع بقي حتى القرن السابع.
إن رواية سوزومين (تاريخ الكنيسة، الكتاب الثاني، 4-54) التي كتبها في القرن الخامس هي الرواية الأكثر تفصيلاً عن الممارسات في ممرا خلال الفترة المسيحية المبكرة.
المكان يُعرف حاليًا باسم "البلوط"، ويقع على بُعد خمسة عشر استاديا من الخليل. يُقام هناك كل عام مهرجان مشهور جدًا في فصل الصيف، يحضره الناس من المناطق المجاورة، وكذلك من أجزاء أخرى بعيدة من فلسطين، بالإضافة إلى الفينيقيين والعرب. يذهب الكثيرون إلى هذا المهرجان لأغراض تجارية، بعضهم للبيع وآخرون للشراء. يُحتفل بالمهرجان بحضور جماهيري كبير من اليهود، لأنهم يفتخرون بأن إبراهيم هو أباهم، ومن الوثنيين لأن الملائكة زاروا ذلك المكان، ومن المسيحيين لأن الذي وُلد من العذراء لخلاص البشرية قد ظهر هناك لذلك الرجل التقي.
ويُقدس كل شخص هذا المكان بحسب دينه: فمنهم من يصلي لله سيد الجميع، ومنهم من يدعو الملائكة ويقدّم قرابين من الخمر، أو يُحرق البخور، أو يذبح ثورًا أو تيسًا أو خروفًا أو ديكًا. وقد زارت هذا المكان حماة الإمبراطور قسطنطين (أوتروبيا) لتفي بنذر كانت قد قطعته، ثم أبلغت الإمبراطور بكل ما رأت هناك. فكتب إلى أساقفة فلسطين يوبّخهم لأنهم نسوا رسالتهم وسمحوا لمكان بهذه القداسة أن يُدنَّس بتلك القرابين والتضحيات.

تظهر صورة مصغرة لكاتدرائية القسطنطينية مع أتريومها المعمد على خريطة مادبا التي تعود إلى القرن السادس، تحت التسمية التوضيحية اليونانية المحفوظة جزئيًا "أربو، أو أيضًا البلوط. بلوط مامبري".
يعلق أنطونيوس من بياتشينزا في كتابه "مسار الرحلة" أو "دليل الرحلات"، وهو سرد لرحلته إلى الأراضي المقدسة (حوالي 570 م)، على البازيليكا، بأروقتها الأربعة، وساحتها المفتوحة غير المسقفة. كان المسيحيون واليهود يعبدون هناك، ويفصل بينهم ستارة صغيرة (حاجز صغير أو مشبك أو شبكة من القضبان). وكان المصلون اليهود يتوافدون إلى هناك للاحتفال بخلع يعقوب وداود في اليوم التالي للتاريخ التقليدي لميلاد المسيح.
تم تدمير كنيسة القسطنطينية أثناء الغزو الفارسي عام 614.

#### الفترة الإسلامية المبكرة
كان أركولف، وهو أسقف فرنجي قام بجولة في بلاد الشام في حوالي عامي 670 و680، شاهدًا على استمرار نشاط الدير في حوالي عام 670، أي بعد بضعة عقود من غزو عمر. وأفاد مشيراً إلى موقع خاطئ قليلاً فيما يتعلق بمقابر الآباء:
على بُعد ميل شمال المقابر التي تم وصفها أعلاه، تقع تلة ممرى (مَمْرِه) الخضراء والمزهرة، والمطلة نحو مدينة حبرون (الخليل) التي تقع إلى الجنوب منها. هذا الجبل الصغير، الذي يُدعى ممرى، له قمة مستوية، وفي الجانب الشمالي من هذه القمة بُنيت كنيسة حجرية عظيمة، وفي الجانب الأيمن منها، بين جدارَي هذه البازيليكا العظيمة، تقف شجرة بلوط ممرى – وهو أمر عجيب – راسخة الجذور في الأرض. وتُعرف هذه الشجرة أيضاً باسم "بلوط إبراهيم"، لأنه تحتها استضاف الملائكة ضيافة كريمة.

ويذكر القديس جيروم (هيرونيموس) في موضع آخر، أن هذه الشجرة كانت موجودة منذ بداية العالم وحتى عهد الإمبراطور قسطنطين؛ لكنه لم يقل إنها فنيت تمامًا، وربما لأن جزءًا منها، رغم أن الشجرة بكاملها لم تكن ظاهرة كما كانت في السابق، ظل قائمًا، وهو جذع غير أصلي لكنه ما زال مغروسًا في الأرض، محفوظًا تحت سقف الكنيسة، وبارتفاع رجلَين. ومن هذا الجذع الباقي، الذي تم تقطيعه بالفؤوس من جميع الجهات، تُؤخذ شظايا صغيرة إلى أقاليم مختلفة من العالم، تيمُّنًا بهذه الشجرة وتخليدًا لذكراها، إذ أنها الشجرة التي – كما ذُكر أعلاه – جرت تحتها زيارة الملائكة الشهيرة والمميزة لأبينا إبراهيم.

#### الفترة الصليبية
كان إسحاق ماجن في عام 1993 يرى أنه خلال الحروب الصليبية، ربما تم استخدام الموقع من قبل كنيسة الثالوث. يدحض دينيس برينجل هذا الاحتمال بشكل قاطع، استنادًا إلى تحليل تقارير الحجاج.
يعتقد أبراهام نيجيف أن آخر تعريف واضح ووصف لبقايا الكنيسة البيزنطية في رامات الخليل جاء من الحاج الروسي المعروف باسم أبوت دانيال، الذي زار الموقع في عام 1106/8، ويصنف التقارير الأخرى التي تعود إلى العصور الوسطى من القرن الثاني عشر فصاعدًا على أنها غير واضحة فيما يتعلق بموقع الموقع الذي تصفه.

### بعد 1150: مواقع يهودية ومسيحية مختلفة
بعد منتصف القرن الثاني عشر أصبحت التقارير غامضة ويبدو أن موقع "بلوط إبراهيم" قد انتقل إلى موقع واحد أو أكثر يقع على الطريق الذي يربط رامات الخليل بالخليل. ما يعتبر في الوقت الحاضر الموقع التقليدي لبلوط إبراهيم هو موقع كان يُعرف في الأصل باللغة العربية باسم عين سبتة، والذي كان يقع خارج مدينة الخليل التاريخية ولكنه الآن يقع ضمن التوسع الحضري للمدينة الفلسطينية.

كما هو مكتوب في حاشية من منشور عام 1895 لتقرير الحج الذي كتبه أركولف،
وقد ظهرت شجرة البلوط أو شجرة التمر لإبراهيم في موقعين مختلفين. أركولف وكثيرون غيرهم (جيروم، إيتين[erarium] هيروسول[ymitanum]، سوزومين، أوخاريوس ربما أوخاريوس من ليون، بنيامين من تطيلة، الأباتي دانيال، ويبدو أن هذه الآثار وغيرها) تشير إلى خراب الرامة، التي يقع بالقرب منها بيت الخليل، أو بيت إبراهيم، وبه نبع ماء جميل. ولا يزال اليهود يعتبرونها شجرة بلوط ممرا. ويشير المسيحيون إلى موقع آخر، وهو موقع بلوطة إبراهيم، حيث توجد عينة رائعة من السنديان (البلوط القزم المتوسطي)".
بلوط هي الكلمة العربية للبلوط.

## رمات الخليل اليوم
وقد قامت السلطات الفلسطينية بفتح الموقع أمام الزوار تحت اسم حرم رمات الخليل.
وبما أن الكعبة في مكة المكرمة مقدسة في الإسلام باعتبارها "بيت إبراهيم" (انظر القرآن 2: 125)، فقد انتقلت تقاليد الضيافة إلى تلك المدينة أيضًا، وفي ظل الحكم الإسلامي فقدت ممرا أهميتها التاريخية كمكان للعبادة والاحتفال بين الأديان. تم التنقيب في الموقع من قبل علماء الآثار المسيحيين واليهود في القرن العشرين، وفي عام 2015 قامت وزارة السياحة الفلسطينية بمبادرة بالتعاون مع الأمم المتحدة والشباب المنتمين إلى المجتمعات الثلاثة في المنطقة، المسلمون واليهود والمسيحيون، بترميم الموقع للزوار وبناء "مركز اجتماعات" جديد. ومع ذلك، اعتبارًا من عام 2019، لم يتم افتتاح المركز بعد ولم يشهد الموقع نفسه الكثير من حركة المرور.

## روابط خارجية
- صور لموقع ممرا في أرشيف صور منار الأثر